# 미토피아
《미토피아》는 닌텐도 기획제작본부가 개발하고 닌텐도가 배급한 롤플레잉 비디오 게임이다. 본래 닌텐도 3DS용으로 개발돼 2017년 12월 8일 일본서 처음 출시됐다.
2021년 5월 21일, 닌텐도 스위치용 리마스터판이 2021년 5월 21일 전세계로 동시출시됐다.

## 반응
《미토피아》 닌텐도 3DS판은 리뷰 애그리게이터 웹사이트 메타크리틱에서 "복합적인 평가"를 받았다. 〈패미통〉은 3DS판에 40점 만점에 31점을 매겼다.

## 참조

### 내용주
1. ↑  닌텐도 스위치판은 그레조가 개발
2. ↑  영어: Miitopia, 일본어: ミートピア